# Saison 6 de Grown-ish
Cet article présente la saison 6 de la série télévisée américaine Grown-ish.

## Distribution[1]
- Yara Shahidi (Zoey Johnson)
- Marcus Scribner (Andre Johnson Jr)
- Trevor Jackson (V) (Aaron)
- Diggy Simmons (Doug)
- Daniella Taylor (Kiela)

## Épisodes
La saison comporte 18 épisodes.